# 宍粟市役所
宍粟市役所（しそうしやくしょ）は、日本の地方公共団体である兵庫県宍粟市の執行機関としての事務を行う施設（役所）である。

## 概要
兵庫県宍粟郡のうち、姫路市への編入合併を選択した安富町を除く山崎町・一宮町・千種町・波賀町の4町合併により、2005年（平成17年）4月1日に発足した宍粟市の中枢となる庁舎である。
4町の合併協議会では新市の市役所本庁舎を山崎町に設置する方針を確認したが、山崎町鹿沢の山崎町役場は手狭で老朽化していたことから当面は山崎町今宿の宍粟郡広域センターを本庁舎として使用し、将来的に山崎町中広瀬の多目的広場を候補地として新庁舎を建設する方針が決定された。宍粟市の発足に伴い、旧4町の役場はそれぞれ山崎・一宮・千種・波賀市民局となっている。
山崎町中広瀬の多目的広場は国道29号沿いで、西播磨県民局の支庁舎である兵庫県山崎庁舎や宍粟警察署（旧山崎警察署）など兵庫県の施設に隣接しており、山崎町今宿の旧広域センターを本庁舎としていた際より兵庫県山崎庁舎の空きスペースに市の部署が入居していた。2006年（平成18年）6月、合併時の確認事項に基づき新庁舎の建設基本計画が策定される。
2009年（平成21年）3月、兵庫県山崎庁舎の南隣に本庁舎が竣工。これに伴い、山崎市民局は廃止され当該区域の行政サービスは市役所の直轄に移行し、建造物としての旧山崎町役場も解体された。2011年（平成23年）3月、兵庫県が山崎庁舎を廃止することに伴い宍粟市が庁舎を買い上げ、全館を「宍粟市役所北庁舎」として使用している。

## 組織
- 企画総務部
- まちづくり推進部
- 市民生活部
- 健康福祉部
- 産業部
- 建設部
- 会計課
- 議会事務局
- 監査委員事務局
- 教育委員会事務局

### 支所・出張所
いずれも旧町役場。
- 一宮市民局
  - 三方町出張所 - 一宮町北部を管轄。
- 千種市民局
- 波賀市民局

## アクセス
宍粟市役所（本庁舎）
兵庫県宍粟市山崎町中広瀬133-6
中国自動車道山崎インターチェンジから国道29号沿いに北へ約5分。
北庁舎
兵庫県宍粟市山崎町今宿5-15
本庁舎に近接。
一宮市民局
兵庫県宍粟市一宮町安積1347-3
一宮市民局三方町出張所
兵庫県宍粟市一宮町三方町633
千種市民局
兵庫県宍粟市千種町千草168
波賀市民局
兵庫県宍粟市波賀町上野257